# Gastrotrypes spatulatus
Gastrotrypes spatulatus är en stekelart som beskrevs av Charles Thomas Brues 1922. Gastrotrypes spatulatus ingår i släktet Gastrotrypes och familjen gallmyggesteklar. Inga underarter finns listade i Catalogue of Life.